# Pousargues-Fettmaus
Pousargues-Fettmaus (Steatomys opimus) ist ein Nagetier in der Gattung der Fettmäuse, das in Zentralafrika vorkommt. In älteren Abhandlungen wurde die Population gelegentlich als Unterart oder Synonym der Arten Steatomys bocagei bzw. Steatomys pratensis geführt.

## Merkmale
Mit einer Kopf-Rumpf-Länge von 115 bis 125 mm, einer Schwanzlänge von 52 bis 65 mm und einem Gewicht von 30 bis 50 g ist die Art eine der größeren Fettmäuse. Sie hat 18 bis 20 mm lange Hinterfüße und 17 bis 20 mm lange Ohren. Das kurze und weiche Fell der Oberseite hat eine graubraune Farbe, wobei der Kopf mehr grau ist. Die Unterseite, inklusive Kehle und Lippen, ist weiß. Die weißen Zehen sind mit weißen Krallen ausgerüstet. Der kurze Schwanz hat eine dunkelbraune Oberseite sowie eine weiße Unterseite. Weibchen besitzen fünf Zitzenpaare. Steatomys opimus erscheint wie andere Fettmäuse oft dick, da sie Fett unter der Haut lagern kann.

## Verbreitung
Das Verbreitungsgebiet reicht von Kamerun über die Zentralafrikanische Republik bis nach Südsudan und im Süden bis in den Norden der Republik Kongo sowie der Demokratischen Republik Kongo. Als Habitat dienen vorwiegend feuchte Savannen, die oft an Galeriewälder anschließen. Steatomys opimus bevorzugt Regionen mit hohem und dichtem Gras sowie mit Termitenbauten.

## Lebensweise
Pousargues-Fettmaus ist nachtaktiv und hält sich auf dem Boden auf. Der unterirdische Bau wird meist in einem alten Termitennest oder in einem Erdhügel angelegt, der von einem Erdferkel geschaffen wurde. Nester von anderen Nagetieren werden nicht okkupiert. Der Bau beginnt mit einem 30 bis 50 cm langem Tunnel, der am Eingang einen Durchmesser von 3 bis 4 cm hat. Danach folgt die kugelrunde Wohnkammer mit einem Durchmesser von 10 bis 15 cm, die 7 bis 15 cm unter der Oberfläche liegt. Die Kammer wird mit Schrot aus Gräsern und Blättern gepolstert. Nach der Kammer folgen bis zu drei spiralförmige tote Gänge, die 70 bis 100 cm unter der Oberfläche enden. Gelegentlich sind diese Gänge mit lockerem Sand gefüllt.
An kühlen Tagen verlassen die Exemplare ihr Nest nicht. Während der Ruhe kann ihre Körpertemperatur von etwa 34 °C auf etwa 24 °C sinken. Steatomys opimus nimmt dabei einem apathischen Zustand ein, der Torpor ähnelt. Die Nahrung besteht vorwiegend aus Termiten und Ameisen. Gelegentlich werden andere Insekten oder Körner gefressen.
Wenn Weibchen nicht paarungswillig sind, leben die Tiere allein im Bau. Vermutlich ist die Fortpflanzung auf die Regenzeit zwischen Juni und Dezember beschränkt. In einigen Nestern konnten Weibchen mit 2 oder 3 gleichaltrigen Nachkommen registriert werden. Es wird angenommen, dass die erste Paarung etwa ein Jahr nach der Geburt stattfindet.

## Bedrohung
Aufgrund der hohen Fettanteils werden mehrere Exemplare von der Bevölkerung in Zentralafrika als Nahrungsquelle gefangen. Weitere Bedrohungen für den Bestand liegen nicht vor. Steatomys opimus kann in besonderes geeigneten Gebieten häufig angetroffen werden. Die IUCN listet die Art als nicht gefährdet (Least Concern).